# Conglomérat de Cernay
Le conglomérat de Cernay est une formation géologique située en Champagne-Ardenne, dans le nord de la France. Elle date du Thanétien (Paléocène) et est connue pour ses fossiles de vertébrés, notamment des mammifères et reptiles. Elle présente un intérêt majeur dans la compréhension de la radiation évolutive des mammifères au début du Cénozoïque après l'extinction de la limite Crétacé-Tertiaire.

## Paléoenvironnement

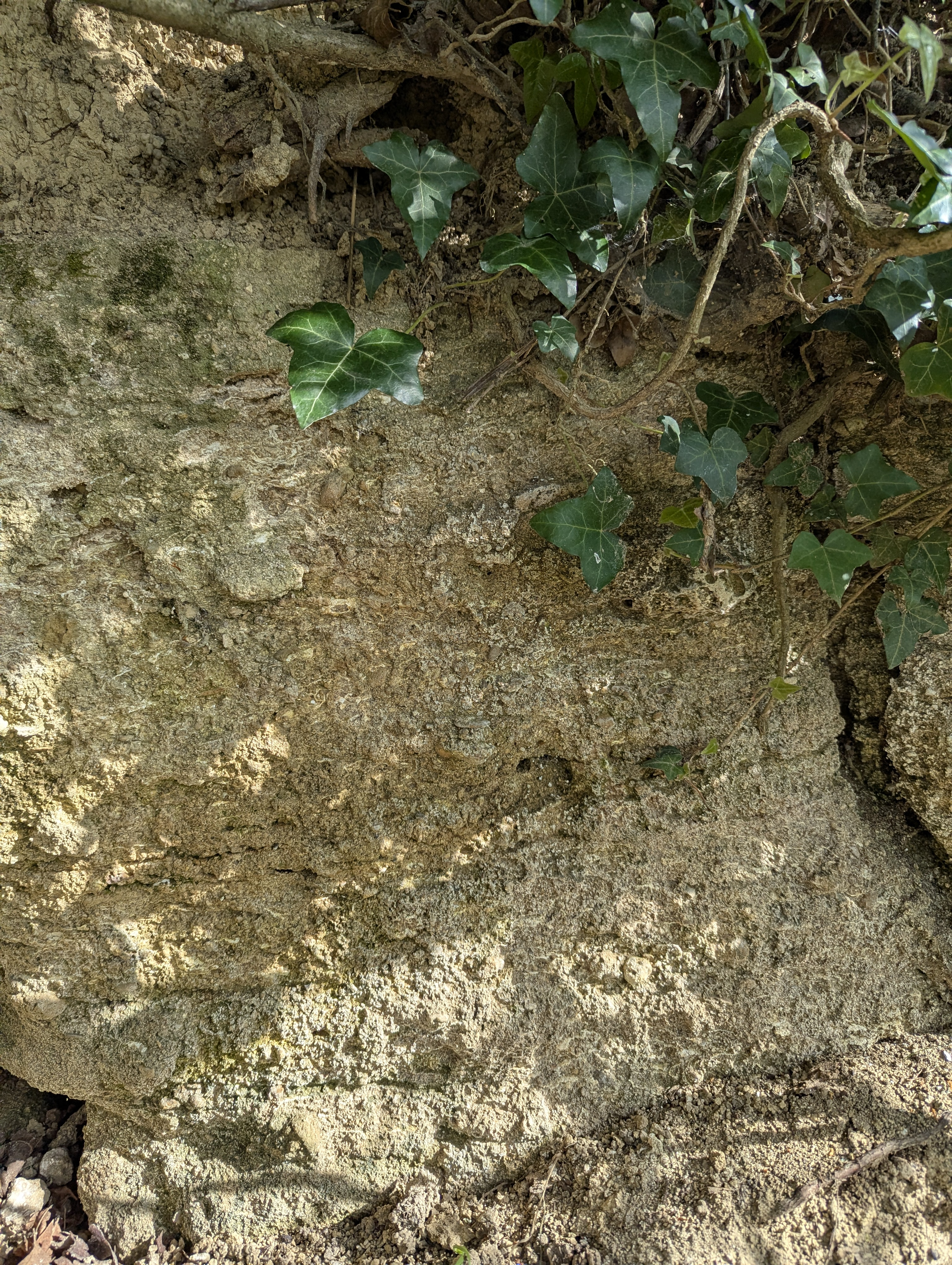
Affleurement du Conglomérat de Cernay

Le Conglomérat de Cernay s'est déposé à la toute fin du Paléocène (Thanétien supérieur) dans un contexte fluvio-estuarien au sein de la région aujourd'hui située à l'est du Bassin parisien, près de Reims. Ce dépôt est le résultat de l'apport de matériaux par un cours d'eau important, qui remaniait des sédiments marins issus d'une plaine littorale récemment exondée et de son estuaire. L'ensemble présente donc une alternance de sables siliceux,  calcaires,  marnes,  lignites et surtout de graviers calcaires meubles, traduisant la diversité des milieux.
La paléogéographie du paléocène champenois était dominée par :
- Des chenaux fluviaux et des zones estuariennes, avec des eaux saumâtres à douces.

- Des berges et plaines alluviales où vivaient crocodiliens, tortues carnassières et le grand reptile aquatique Simoedosaurus.

- Des lagunes et marécages, comme en témoignent la présence de lignite et de mollusques d'eau douce (Physa gigantea, Paludina aspersa).

- Une végétation de climat chaud, probablement de type subtropical, bien que les études palynologiques soient rares ; quelques fossiles de fruits proches des cornacées ont été trouvés.

## Historique
La découverte et l'étude du Conglomérat de Cernay, formation paléogène du Thanétien supérieur près de Reims, ont marqué l'histoire de la paléontologie française. Les premiers fossiles y furent signalés en 1869 par les étudiants Aumonier et Eck, mais c'est le Dr Victor Lemoine (1837-1897), médecin et paléontologue rémois, qui fit connaître internationalement la richesse fossilifère du site à partir de 1878, notamment par ses travaux sur les mammifères, reptiles, oiseaux et poissons fossiles.
En 1922, le Père Teilhard de Chardin reprit les fouilles et publia une thèse majeure sur les mammifères de l'Éocène inférieur, révisant les déterminations de Lemoine et confirmant la similitude des faunes européennes et nord-américaines
. Après une période de relative inactivité, Donald E.  Russell, jeune paléontologue américain, relança les recherches en 1956 en introduisant des méthodes modernes de lavage-tamisage, permettant la découverte de nombreux micromammifères jusqu'alors négligés. Ses travaux, soutenus par le Professeur Savage de Berkeley, aboutirent à la soutenance de sa thèse en 1964 et à un enrichissement considérable des collections du Muséum national d'Histoire naturelle de Paris (MNHN). On peut également citer la contribution de paléontologues amateurs dont Pierre Louis et Mme R. Lasseron qui découvrit le gisement de la carrière Mouras en 1952.
Le Conglomérat de Cernay est ainsi devenu un site de référence pour l'étude des faunes du Paléocène européen, grâce à l'implication de ces chercheurs et à la diversité exceptionnelle de ses fossiles.

## Paléontologie
La formation a livré des fossiles de :

### Mammifères
- Primates : Berruvius lasseroni, Chiromyoides campanicus, Plesiadapis remensis, P. tricuspidens, Sarnacius gingerichi[8]
- Acreodi : Dissacus europaeus[9]
- Euthériens : Landenodon lavocati[10]
- Macroscelidea : Berrulestes spp., Dipavali petri, Gigarton spp., Louisina spp., Thryptodon brailloni, Walbeckodon girardi[11]
- Multituberculés : Hainina godfriauxi, H. vianeyae[12]
- Périssodactyles : Paschatherium dolloi, Phakodon levei, Teilhardimys brisswalteri[13]
- Placentalia divers : Bustylus spp., Remiculus deutschi, Tricuspiodon spp., Afrodon sp.[14]
- Theriiformes basaux : Adapisoriculidae indet.[15]
- Arctocyonidae : Mentoclaenodon sp.[16]

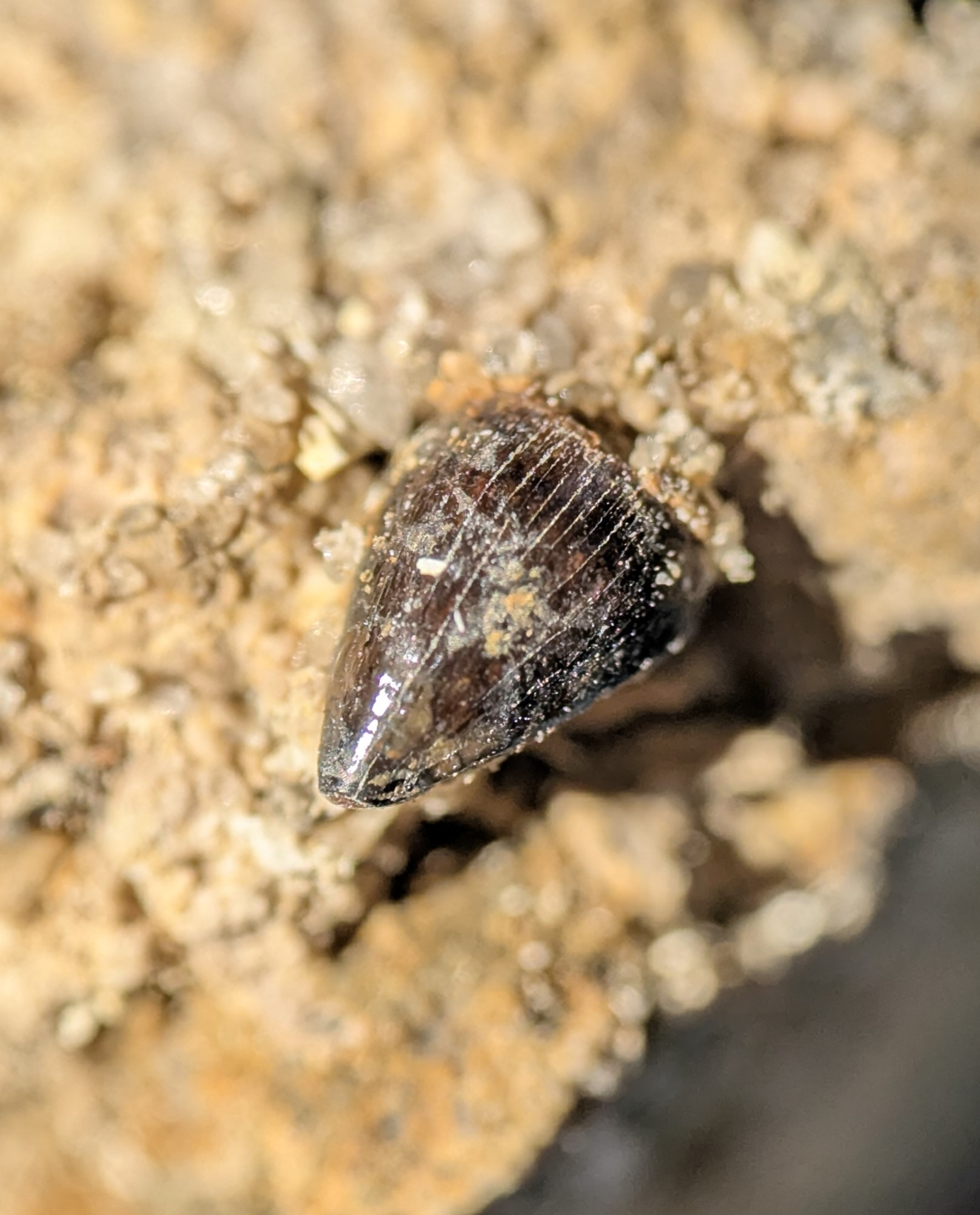
Dent fossile attribuée à Diplocynodon remensis; longueur environ 5mm. (Conglomérat de Cernay, mai 2025)

### Oiseaux
Berruornis orbisantiqui, Eupterornis remensis, Gastornis parisiensis, Remiornis heberti,

### Reptiles
Crocodiliens : Diplocynodon remensis

Lézards : Camptognathosaurus parisiensis, Cernaycerta duchaussoisi, Eolacerta sp., Necrosaurus sp., Amphisbaenidae indet.,

Tortues : Compsemys russelli, Laurasichersis relicta, Trionyx sp., Cryptodira indet.,

### Amphibiens
Palaeoproteus gallicus, Koalliella sp., Palaeobatrachus sp., cf. Salamandra sp., Bufonidae indet., Neobatrachia indet.,

## Travaux récents
Depuis les années 2000, plusieurs études ont renouvelé l'intérêt scientifique pour le conglomérat de Cernay, en particulier grâce à des méthodes modernes de phylogénie, de datation isotopique, ou encore de microtomographie. Les recherches récentes se concentrent notamment sur :
- La diversité des placentaires primitifs (Gheerbrant et al., 2010-2020)[26]
- L'origine et la dispersion des primates plésiadapiformes (Solé et al., 2015 ; 2023)[27],[28]
- La redescription de plusieurs espèces emblématiques, dont Gastornis[29],[30]